# 微波光子雷達
微波光子雷达是指利用微波光子技术来实现传统雷达在电域中进行的上变频、下变频、去谐等信号处理程序的雷达系统。